# Умару дан Алі Бабба
Умару дан Алі Бабба (*1824 — 25 березня 1891) — султан Сокото в 1881—1891 роках.

## Життєпис
Син султана Алі Бабби. Народився 1824 року в Сокото. замолоду отримав титул саркі-султан та командуванням рібатом в місті Сінака. 1881 року після смерті стрийка Му'азу стає новим султаном Сокто.
Відновив активну зовнішню політику. Спочатку виступив проти емірату Гобір, з яким боровся ще його попередник. Вдалося відвоювати місто Сабон Бірні. Потім підкорено місто Мадарунфа. З огляду на ці успіхи султан вирішив повернути під владу емірат Кеббі. Втім у вирішальній битві армія Сокото зазнала нищівної поразки.
За цим зосередив увагу на розбудові поселень та фортець усередині держави, насамперед у Гвадабі і Замфарі. 1885 року уклав угоду з британською Королівською Нігерійською компанією, надавши їй торгівельні привілеї та власність обидва береги річки Бенуе в обмін на щорічну сплату 3 тис. торб каурі.
Також йому довелося боротися з повстанням малама (мули) Джибріла, що оголосив себе махді. Загонам останнього вдалося захопити емірат Гомбе. На бік повсталих перейшов суфійський орден Тиджанійя. Натомість султана підтримував орден Кадирійя. До кінця правління Умару не зміг їх приборкати. 
Помер 1891 року під час військової кампанії до Каура Намода. Йому спадкував стрийко Абд ар-Рахман.